# Eduardo Ermita
Eduardo R. Ermita, (Balayan, 13 de julio de 1935) es un militar y político filipino.
Formado en Estado Mayor, inteligencia y contraespionaje en Fort Bonifacio, en la base militar estadounidense de Fort Bragg, en operaciones especiales en Fort Magsaysay,
en Gestión de Recursos en la Escuela Naval para Postgraduados de Monterey, Estados Unidos y en Fort Brenning, Georgia.
Ha sido congresista en tres ocasiones (1992-2001), en representación del distrito de Batangas. El 3 de octubre de 2005 fue nombrado Secretario de la Defensa Nacional. Es presidente provincial del partido demócrata musulmán Lakas-Christian en Batanga.
Fue Jefe de Estado Mayor de las Fuerzas Armadas de Filipinas durante la serie de intentos de golpe de Estado de 1986 a 1988, Subsecretario de Defensa Nacional durante el último gran intento de golpe en diciembre de 1989 y Jefe del Grupo Especial de Información durante revolución pacífica de 1986.
Desde 2004 es Secretario Ejecutivo del Gobierno de Filipinas y Portavoz del mismo, bajo la presidencia de Gloria Macapagal-Arroyo
- Datos: Q975666
- Multimedia: Eduardo Ermita / Q975666